# Dekanat kalwaryjski (Białoruś)
Dekanat kalwaryjski – jeden z dekanatów archidiecezji mińsko-mohylewskiej na Białorusi, istniejący do 2013 roku. Składał się z 7 parafii. 

## Lista parafii
| Lp | Miejscowość / parafia                                                     | Proboszcz / administrator | Kościół                                                               | Zdjęcie |
| -- | ------------------------------------------------------------------------- | ------------------------- | --------------------------------------------------------------------- | ------- |
| 1  | Mińsk (Kalwaria) Parafia Podwyższenia Krzyża Świętego                     |                           | Kościół Podwyższenia Krzyża Świętego w Mińsku                         |         |
| 2  | Mińsk Parafia Matki Bożej Budsławskiej                                    |                           | Kościół Matki Bożej Budsławskiej w Mińsku                             |         |
| 3  | Mińsk Parafia Najświętszego Serca Jezusa i św. Józafata Kuncewicza        |                           | Kościół Najświętszego Serca Jezusa i św. Józafata Kuncewicza w Mińsku |         |
| 4  | Mińsk Parafia Św. Bartłomieja Apostoła i św. Andrzeja Boboli              |                           | Kościół Św. Bartłomieja Apostoła i św. Andrzeja Boboli w Mińsku       |         |
| 5  | Mińsk Parafia Św. Jana Ewangelisty i św. Maksymiliana Kolbe               |                           | Kościół Św. Jana Ewangelisty i św. Maksymiliana Kolbe w Mińsku        |         |
| 6  | Mińsk (Sucharewo) Parafia Niepokalanego Poczęcia Najświętszej Maryi Panny |                           | Kościół Niepokalanego Poczęcia Najświętszej Maryi Panny w Mińsku      |         |
| 7  | Nowosiele Parafia Dzieciątka Jezus i św. Stanisława                       |                           | Kościół Dzieciątka Jezus i św. Stanisława w Nowosielach               |         |